# Chodlik (rzeka)
Chodlik – struga III rzędu o długości ok. 11,6 km, lewy dopływ Chodelki. Leży w województwie lubelskim, dorzeczu Wisły i zlewisku Morza Bałtyckiego.

## Przebieg
Chodlik zaczyna swój bieg w pobliżu miejscowości Kępa i Kępa-Kolonia i przepływa tam przez jezioro Bagno Rowy Kępskie. Następnie przepływa przez trzy zbiorniki sztuczne zlokalizowane w Radlinie. Biegnie przez środek wsi Ratoszyn Pierwszy i Ratoszyn Drugi, po czym mija las i wpływa do Chodelki.

## Miejscowości nad strugą
Od źródła do ujścia:
- Kępa
- Kępa-Kolonia
- Stasin
- Radlin
- Ratoszyn Drugi
- Ratoszyn Pierwszy
- Kawęczyn
- Jeżów (okolice ujścia).